# Carlos Morales Fernández
Carlos Morales Fernández (Guárico, 1887 - 1971) fue un político y abogado venezolano, quien ejerció como canciller de Venezuela durante la Junta Revolucionaria de Gobierno, presidida por Rómulo Betancourt.
Morales fue el primer presidente del Consejo Supremo Electoral y fue decano de la Facultad de Derecho de la Universidad Central de Venezuela (UCV), ocupando el asiento #3 en la Academia Nacional de Ciencias Políticas y Sociales.

## Biografía

### Presidente del Consejo Supremo Electoral
En 1936 fue el primer presidente del Consejo Supremo Electoral (CSE) de Venezuela, tras su creación.

### Canciller
Fue canciller de Venezuela entre 1945 y 1947, donde trabajó en darle legitimidad a la Junta Revolucionaria de Gobierno, tras el golpe de Estado de 1945. A este respecto, declaró: «La Cancillería se abstuvo de dirigirse a los regímenes que detentan el poder en España y en la República Dominicana, pues consideró improcedente que el Gobierno revolucionario recién constituido entrara en relaciones diplomáticas con gobiernos cuya autoridad no está respaldada por la opinión democrática de las mayorías».
En 1946 la Junta fue invitada a México a la inauguración de una estatua de Simón Bolívar, a la cual asistió el canciller Morales.

### Miembro de la Academia Nacional de Ciencias Políticas y Sociales
Morales fue electo en 1937 para la Academia Nacional de Ciencias Políticas y Sociales, incorporándose en 1954, dando un discurso titulado Estudio sobre el Código de Comercio venezolano.
Carlos Morales murió el 11 de marzo de 1971.

## Vida personal
Carlos Morales fue padre de Isidro Morales Paúl, quien también fue canciller y miembro de la Academia Nacional de Ciencias Políticas y Sociales.

## Obras
- Comentarios al Código de Comercio de Venezuela (1954)